# Alexandros Evremidis
Alexandros Papadopoulos Evremidis (Mavrodendri, 27 de setembro de 1940 – Rio de Janeiro, 17 de fevereiro de 2014) foi um jornalista, critico de arte e escritor grego naturalizado brasileiro. É autor do livro cult erótico dos anos 80 Claudinha no Ano da Loucura.

## Biografia
Nasceu em 1940 em uma pequena comunidade localizada nas montanhas da Macedônia grega, no município de Cozani. Nessa cidade teve a sua infância marcada por dois grandiosos conflitos: a Segunda Guerra Mundial e a Guerra Civil grega. Com 17 anos mudou-se para Zurique, Suíça, onde completou seus estudos. Devido ao seu relacionamento entre 1966 e 1972 com a atriz e modelo Elke Maravilha (com quem se casou em 1969), mudou-se para o Rio de Janeiro, onde começou a carreira de jornalista primeiramente trabalhando como freelancer na Veja e depois como contratado da Bloch Editores. Trabalhou posteriormente nas revistas Manchete, Desfile, Ele & Ela, Pais e Filhos, Fatos & Fotos entre outras. Exercia a crítica de arte, se dedicando à fotografia artística e escrevendo romances, poemas e histórias infantis.

## Obras
Segundo o crítico Carlos Heitor Cony o texto de Evremidis "se não é perfeito em termos de vernáculo, é mais do que perfeito em termos de língua literária". Basicamente autobiográfica, sua obra se caracteriza pelo amor aos livros e para a causa do amor e da liberdade.
Teve três livros publicados:
- Adeus, Grécia!, editora Nórdica, 1974
- Melissa, editora Nórdica, 1974 [8]
- Claudinha no mundo da loucura, editora Tchê, 1985 (relançado pela Editora Letras Brasileiras em 2007) ISBN 8588844443 [9]